# 電気キャンディ
電気キャンディ（でんきキャンディ）は、女性2人によって構成される日本のロックユニット。元京阪GIRLのメンバーであったマリリンが従妹のミルキーと共に結成。

## 概要・来歴
2004年4月、マリリンが以前所属していたバンド、京阪GIRLが解散したのと同時期に、ミルキーが大学進学を理由にマリリンの居住する大阪府へ転居。それが切っ掛けとなりユニット結成に至ったとされる。「出会った瞬間に運命を感じた」と本人は語っている。
楽曲制作はミルキーが作詞、マリリンが作曲を担当するというスタンスで行う。
2006年10月にはドラマ「イヌゴエ」のタイアップを獲得。
その後もさまざまなタイアップを獲得し3枚のシングルと1枚のフルアルバムを発売し精力的に活動をする。
主催イベントの「DENKI SHOCK PARTY」ではエイプリルズやEelをゲストに迎えた。
2008年11月、MINAMIWHEEL2008でのステージを最後に活動休止。
ミルキーは「Milky way」としてソロ活動を開始。
マリリンはRitsukoとして少年ナイフのベーシストとして正式メンバーとなる（2021年脱退）
マリリンはLitsukoとして2020年よりrumania montevideoの三好誠とmophing people結成。

## メンバー
- マリリン（Ritsuko、Litsuko）（7月21日 - ）
  - ギター、ボーカル担当。また楽曲の作曲も行う。大阪府出身。血液型はA型。
- ミルキー（12月20日 - ）
  - ギター、ボーカル担当。また楽曲の作詞も行う。静岡県出身。血液型はB型。

## 作品

### シングル
1. MY LOVER 〜すきだよダーリン〜 （2006年10月06日）
  - ドラマCD『てけてけマイハート』テーマ曲

  1. MY LOVER 〜すきだよダーリン〜
  2. アンテナ
  3. MY LOVER 〜すきだよダーリン〜 (Instrumental)
  4. アンテナ (Instrumental)
2. Goodbye and kiss me （2006年11月22日）
  - ドラマ『イヌゴエ』エンディングテーマ
  - M-2「Electric candy」: ドラマ『イヌゴエ』オープニングテーマ

  1. Goodbye and kiss me
  2. Electric candy
  3. Looking for you
  4. Goodbye and kiss me (Instrumental)

### アルバム
1. Electric Candy （2006年06月21日）
  1. Electric Candy
  2. Pink sea
  3. Looking for you
  4. マージナルマン
2. 電気ショック （2007年07月04日）
  - M-2「Hello! Hello!」: 関西テレビ『ミュージャック』2007年7月度オープニングテーマ
  - M-7「メラリーニョ」: アニメ『暴君ハバネロ』テーマ曲

  1. Cat+Dog
  2. Hello! Hello!
  3. おしゃれ泥棒
  4. Goodbye and kiss me
  5. ウインクキラー
  6. チョコレート天国
  7. メラリーニョ
  8. マージナルマン
  9. アンテナ
  10. Electric Candy